# Семья французского жестового языка

Языковые семьи жестовых языков
Языки французской семьи
Языки группы амслена
Языки группы РЖЯ
Языки группы чешского жестового языка

Семья́ францу́зского же́стового языка́ — семья жестовых языков, произошедшая от французского жестового языка и включающая амслен, русский, нидерландский, фламандский, квебекский, ирландский и бразильский жестовые языки; другие, к примеру, испанский жестовый язык, испытали его сильное влияние.

## История
Семья французского жестового языка появилась в начале XIX века, когда Томас Гэллодет приехал в США из Франции и начал учить глухих детей французскому жестовому языку; из смеси последнего с местными жестовыми языками появился амслен, и этот период принято считать рождением семьи французского жестового языка.
Французская семья появилась из старофранцузского жестового языка, созданного парижскими глухими. Самое раннее упоминание старофранцузского жестового языка относится к концу XVII века (о нём писал Шарль де л’Эпе), но неизвестно, сколько лет он уже существовал к тому моменту.

## Список языков
По Уиттманну
Анри Уиттманн перечисляет в составе семьи французского жестового языка следующие языки (в скобках приведена дата появления или засвидетельствования):
- Австро-венгерский (1780; сегодня австрийский жестовый язык и венгерский жестовый язык рассматриваются в отдельности):
  - чешский жестовый язык (1786)
  - русский жестовый язык (1806)
    - болгарский жестовый язык[англ.] (1920)

  - югославский жестовый язык[англ.] (1840; позже разделился на словенский и хорватский)
  - возможно, израильский жестовый язык (1934, более вероятно происхождение от немецкого[нем.])
- Латвийский жестовый язык (1806)
- Итальянский жестовый язык[англ.] (1828)
  - Тунисский жестовый язык (дата происхождения неизвестна)
- Ирландский жестовый язык (1846)
- Мексиканский жестовый язык[англ.] (1869)
- Алжирский жестовый язык (дата происхождения неизвестна, официально признан в 2002)
- Румынский жестовый язык (дата происхождения неизвестна, первые упоминания 1919)
- Амслен (1817)
  - Филиппинский жестовый язык[англ.] (1806?)
  - Пуэрто-риканский жестовый язык (1907)
  - Тайский жестовый язык[англ.] (1951, креолизирован с местными языками)
  - Гавайский жестовый язык (дата происхождения неизвестна, первые упоминания 1820)
  - Ганский жестовый язык[англ.] (1957)
  - Нигерийский жестовый язык (1960)
  - Боливийский жестовый язык[англ.] (1973)

Языки, являющиеся смесью амслена и французского:
- Греческий жестовый язык (1950)
- Квебекский жестовый язык (1850)

Уиттманн предположил, что венесуэльский, бразильский, испанский и лионский жестовые языки являются изолятами, однако французский сильно повлиял на них. Он также считает лионский язык предком бельгийского.
По Андерсону
Ллойд Андерсон и Дэвид Петерсон предложили свою классификацию, частично основанную на сходстве дактильных алфавитов и оттого местами неверную :
- Монашеские жестовые языки[англ.] (описаны в 1086 году)
- юго-западноевропейские
  - праиспанский
    - испанский (словарь 1851 года)
    - венесуэльский
    - ирландский → австралийский

  - старопольский → польский
  - старофранцузский
    - восточнофранцузский → стародатский, старонемецкий, церковный немецкий (1779), старорусский (1806)
    - западнофранцузский
      - группа среднефранцузского дактилированного алфавита: голландский (1780), бельгийский (1793), швейцарский, старофранцузский
      - среднефранцузский (1850) → французский
      - американский (1816; позже впитал элементы северо-западноевропейских языков)
      - группа международного дактилированного алфавита: норвежский, финский, немецкий, американский
      - старобразильский → бразильский, аргентинский, мексиканский